# Sjoes
Sjoes is een vooral in Limburg en delen van Brabant voorkomende biersoort. Het is een melange van twee klassieke biersoorten, namelijk pilsener met maximaal ca. 25% oud bruin. De naam komt van het Duitse Schuss, dat scheut betekent. Ook in delen van Belgisch Limburg en in het Rijnland is de Sjoes bekend; niet altijd wordt hierbij echter pilsener met oud bruin gemengd, in België gebruikt men vaak donker tafelbier. De zoete smaak van oud bruin maskeert de wat bittere smaak van klassieke pils.
Oorspronkelijk dient eerst het oud bruin ingeschonken te worden en daarna aangevuld te worden met het pilsener; in de praktijk wordt vaak eerst pilsener getapt en er daarna een scheut oud bruin bijgedaan. In sommige delen van Limburg spreekt men bij het maken van sjoes op deze manier ook wel van een 'vlemke' (vlammetje) waarbij het percentage oud bruin beduidend lager is.